# Réseau de bus Cergy-Pontoise Confluence
Le réseau de bus de Cergy-Pontoise Confluence est un réseau de transports en commun par autobus et autocars circulant en Île-de-France, organisé par l'autorité organisatrice Île-de-France Mobilités. Il est exploité par la Compagnie française des transports régionaux (CFTR) à travers la société Francilité Seine et Oise, naissant d'un groupement de la SAVAC et des Cars Lacroix, à partir du 1er janvier 2024.
Il se compose de 32 lignes qui desservent principalement la communauté d'agglomération de Cergy-Pontoise ainsi que Conflans-Sainte-Honorine et Achères dans les Yvelines.

## Histoire

### Le réseau STIVO
Jusqu'en 1974, deux lignes existaient pour assurer la desserte de Pontoise, Osny et Cergy.
La STIVO (Société de transports interurbains du Val-d'Oise) voit le jour en 1974 en rassemblant les Cars Lacroix et les Cars Giraux, dans le but d'accompagner le développement de la ville nouvelle.
L'année suivante, c'est la RATP qui gère le réseau de la ville nouvelle et affrète la STIVO, exploitant historique. Les lignes sont numérotées dans la tranche des 400, selon le schéma général francilien de la RATP, qui réserve cette tranche aux villes nouvelles.
Le réseau se constituait en 1975 de six lignes :
- 441 : Pontoise Gare ↔ Pontoise - Bd des Beurriers
- 442 : Gare de Cergy-Préfecture ↔ Pontoise - Bd des Beurriers
- 443 : Pontoise Gare ↔ Osny - Rue de Pasteur
- 444 : Pontoise Gare ↔ Osny - Résidence du Vauvarois
- 445 : Pontoise Gare ↔ Cergy - Cité Artisanale/Cergy - Les Touleuses
- 446 : Gare de Cergy-Préfecture ↔ Méry-sur-Oise - Sognolles

Installée initialement à Pontoise, la STIVO déménage à Génicourt en 1986 et se dote d'un vrai dépôt, les autobus étaient jusqu'à présent garés dans les gares routières.
En 1989, le réseau se constituait de 14 lignes :
- 436 : Pontoise Gare ↔ Gare de Cergy-Saint-Christophe
- 438 : Pontoise Gare ↔ Menucourt - CES
- 439 : Gare de Cergy-Saint-Christophe ↔ Menucourt - Croix du Jubilé
- 439M : Gare de Cergy-Saint-Christophe ↔ Cergy - Parc Mirapolis
- 440 : Gare de Cergy-Saint-Christophe ↔ Jouy-le-Moutier - Le Stade
- 440N : Gare de Cergy-Saint-Christophe ↔ Cergy - Parc St-Christophe
- 440S : Gare de Cergy-Saint-Christophe ↔ Cergy - Parc St-Christophe
- 441 : Pontoise Gare ↔ Pontoise - Bd des Beurriers
- 442 : Gare de Cergy-Préfecture ↔ Pontoise - Bd des Beurriers
- 443 : Pontoise Gare ↔ Osny - La Ravinière/Osny - Rue de Pontoise
- 444 : Gare de Cergy-Préfecture ↔ Gare de Cergy-Saint-Christophe
- 445A : Pontoise Gare ↔ Cergy - Cité Artisanale
- 445B : Pontoise Gare ↔ Cergy - Les Touleuses/Pontoise Gare
- 445C : Pontoise Gare ↔ Cergy - Chemin du Soleil
- 446 : Gare de Cergy-Préfecture ↔ Méry-sur-Oise - Sognolles
- 447 : Gare de Cergy-Préfecture ↔ Jouy-le-M. - Croix St-Jacques
- 448A : Gare de Cergy-Préfecture ↔ Vauréal - Les Toupets
- 448C : Gare de Cergy-Préfecture ↔ Jouy-le-M. - La Hayette
- 449 : Pontoise Gare ↔ Gare d'Éragny - Neuville
- 450 : Pontoise - Les Louvrais ↔ Gare de Cergy-Saint-Christophe

En 1993, le syndicat d'agglomération nouvelle (SAN) signe en direct sa première convention avec la STIVO et en reprend ainsi la gestion. Le réseau prend alors le nom de STAN (Service Transports de l'Agglomération Nouvelle)[réf. nécessaire]. La seconde convention est signée en 1998.
L'année 1994 voit l'apparition d'une nouvelle livrée à base de bleu clair et turquoise, avec un logo en forme de N représentant le méandre de l'Oise sur lequel la ville est bâtie.
En 1999 dans le cadre de la mise en service de la gare de Neuville-Université, les lignes 441 et 454 sont remplacées par les lignes 434 Nord et 434 Sud (actuelles lignes 35 et 34).
En 2000, le réseau STIVO a été désigné meilleur réseau d'autobus d'Île-de-France en grande couronne (concernant le niveau de l'offre). L'année suivante, la numérotation dans la tranche 400 héritée de la RATP est abandonnée : par exemple la ligne 442 est renumérotée 42.
Le 17 septembre 2004 voit l'apparition d'une nouvelle livrée dessinée par Couleur et matière à l'occasion de la transformation du SAN qui devient la communauté d'agglomération de Cergy-Pontoise.
En septembre 2005, création d'une antenne de la ligne 39 en journée vers la commune de Boisemont à la suite de son adhésion à la communauté d'agglomération.
Début 2007, à la suite de la cession du groupe Giraux, la STIVO devient une filiale commune au groupe Lacroix et à RATP Dev, elle-même filiale de la RATP.
Le 5 février 2007, le réseau est modifié comme suit :
- la ligne 30 est créée sous forme d'une ligne circulaire au départ de Pontoise — Canrobert en desservant la gare de Cergy-Préfecture et le quartier des Touleuses ;
- la ligne 40 voit ses fréquences renforcées aux heures de pointe avec un passage toutes les huit à dix minutes. Elle possède ainsi à cette époque la fréquence la plus élevée du réseau ;
- la ligne 44 est restructurée en abandonnant son itinéraire entre la gare de Cergy-Préfecture et Pontoise — Canrobert repris par la nouvelle ligne 30. Ce changement permet ainsi à la ligne d'avoir une meilleure régularité et ponctualité ;
- la ligne 57 est prolongée jusqu'à l'hôpital de Pontoise ;
- la ligne 60 est créée entre la gare de Cergy-Préfecture et le centre commercial de l'Oseraie en suivant un parcours similaire à la ligne 42O. Cette nouvelle ligne permet de desservir la clinique Sainte-Marie, le lycée d'Osny et le quartier du Fond de Chars dont ce dernier ne disposait pas de transport de proximité.

Le 9 juillet 2007, suppression de la ligne 420 et prolongement de la ligne 57 à partir de l'hôpital de Pontoise vers le centre commercial de l'Oseraie.
En 2008, augmentation de l'offre des autobus des lignes 34N et 40 dans la semaine, 48abc et 49 le samedi.
Le 4 janvier 2010, le réseau est à nouveau modifié comme suit :
- la ligne 57 voit son itinéraire modifié afin de permettre une liaison plus rapide entre la gare de Saint-Ouen-l'Aumône-Liesse et le parc d'activités du Vert-Galant en empruntant le site propre ;
- la ligne 58 est déviée par la gare de Saint-Ouen-l'Aumône-Liesse et voit son itinéraire modifié dans la zone industrielle des Béthunes afin de mieux desservir cette dernière. Enfin, son fonctionnement évolue avec un parcours différent selon les heures ;
- la ligne 59 est créée entre la gare de Cergy-Préfecture et Saint-Ouen-l'Aumône — Fond de Vaux en permettant une liaison directe entre le grand Cergy et les parcs d'activités des Béthunes et du Vert-Galant via la gare de Saint-Ouen-l'Aumône-Liesse. Cette nouvelle ligne fonctionne uniquement aux heures de pointe en semaine ;
- signature du contrat appelé T2 avec le STIF.

En novembre 2010, la livrée STIF entre en service sur le réseau.
En juin 2013, le dépôt de la STIVO est transféré à Saint-Ouen-l'Aumône, au 13 rue de la Tréate (ligne 56, arrêt La Tréate).
En juillet 2015 c'est l'arrivée des premiers autobus hybrides, le premier d'entre eux a été mis en service le 10 août.
En février 2016, extension du dépôt de la STIVO, pour accueillir à l'avenir 45 nouveaux autobus articulés, en prévision d'une probable extension du réseau puis en septembre, lancement officiel de l'application pour smartphones My Stivo (horaires des bus en temps réel disponible).
La ligne estivale 29 est créée en 2017.
En janvier 2018, la livrée Île-de-France Mobilités entre en service sur le réseau.
Le 5 mars 2018, le réseau subit une nouvelle restructuration :
- la ligne 34 Nord est renumérotée sous l'indice 35 sans subir de changement d'itinéraire ;
- la ligne 34 Sud, possédant un itinéraire et un temps de parcours long, est scindée en deux lignes distinctes afin d'améliorer sa régularité et sa fiabilité : la ligne 33 est créée entre la gare de Neuville-Université et la gare de Pontoise ; la ligne 34 est limitée au parcours entre la gare de Cergy-le-Haut et la gare de Neuville-Université ;
- la ligne 49 est simplifiée en conservant son circuit C, les circuits A et B étant supprimés. De plus, onze courses supplémentaires sont ajoutées à la ligne ;
- la ligne 55 est créée entre la gare de Conflans-Sainte-Honorine et la gare de Saint-Ouen-l'Aumône-Liesse en desservant le parc d'activités des Bellevues, le centre d'Éragny et la commune de Herblay-sur-Seine. Cette nouvelle ligne fonctionne du lundi au vendredi avec trente passages par sens.

En décembre 2020, mise en service des premiers autobus roulant au gaz naturel pour véhicules (GNV).
En 2021, RATP Cap Île-de-France reprend les activités franciliennes de RATP Dev.

Le 6 novembre 2023, la ligne 46 voit le jour, reliant la gare de Pontoise et la gare de Cergy-Saint-Christophe en une liaison rapide d'environ 20 minutes. Cette nouvelle ligne vient renforcer l'offre de transport à Cergy-Pontoise rendant désormais la Plaine des Linandes accessible en bus. Elle dessert notamment l'Aren'ice et Dassault Aviation.

### Le réseau Conflans-Oise
Ligne 3

## Développement du réseau

### Ouverture à la concurrence
En raison de l'ouverture à la concurrence des transports en commun en Île-de-France, le réseau de bus Cergy-Pontoise Confluence est créé le 1er janvier 2024, correspondant à la délégation de service public numéro 2 établie par Île-de-France Mobilités. Un appel d'offres a donc été lancé par l'autorité organisatrice afin de désigner une entreprise qui exploitera le réseau pour une durée de six ans. C'est finalement le groupe Compagnie française des transports régionaux (CFTR) à travers la société Francilité Seine et Oise, qui a été désigné lors du conseil d'administration du 28 juin 2023.
À la date de son ouverture à la concurrence, le réseau se composait des lignes 29, 30, 33, 34, 35, 36, 38, 39, 40, 42, 43, 44, 45, 46, 47, 48A, 48B, 48C, 49, 55, 56, 57, 58, 59 et 60 de la STIVO et des lignes 4, 5, 5S, 11, 14, 17A, 17B, A1 et A2 de l'établissement Transdev de Conflans.

### Renumérotation des lignes
Depuis le 2 septembre 2024, le réseau Cergy Pontoise Confluence applique le nouveau principe de numérotation régionale unique planifié par Île-de-France Mobilités, afin de supprimer les doublons. La correspondance entre anciens et nouveaux numéros est la suivante ; à cette occasion, une adaptation des itinéraires et des horaires de certaines lignes est mise en œuvre :
| Ancien numéro | Nouveau numéro |
| ------------- | -------------- |
| 45            | 1201           |
| 42            | 1202           |
| 34            | 1203           |
| 4             | 1204           |
| 5             | 1205           |
| 35            | 1206           |
| 48ABC         | 1207           |
| 49            | 1208           |
| A1            | 1221           |
| A2            | 1222           |
| 43            | 1223           |
| 44            | 1224           |
| 55            | 1225           |
| 56            | 1226           |
| 17A/17B       | 1227           |
| 58            | 1228           |
| 29            | 1229           |
| 30            | 1230           |
| 11            | 1231           |
| 57            | 1232           |
| 33            | 1233           |
| 14            | 1234           |
| 46            | 1235           |
| 36            | 1236           |
| 47            | 1237           |
| 38            | 1238           |
| 39            | 1239           |
| 40            | 1240           |
| 59            | 1241           |
| 60            | 1242           |
| 5S            | 1255           |
| 17S           | 1257           |

## Lignes du réseau

### Lignes 1201 à 1209
| Ligne | Caractéristiques | Caractéristiques | Caractéristiques | Caractéristiques | Caractéristiques | Caractéristiques | Caractéristiques | Caractéristiques | Caractéristiques |
| 1201  | Gare de Pontoise — Canrobert ⥋ Cergy — Lycée Jules-Verne (du lundi au samedi à certaines heures) / Gare de Cergy–Le Haut le samedi (un départ seulement) | Gare de Pontoise — Canrobert ⥋ Cergy — Lycée Jules-Verne (du lundi au samedi à certaines heures) / Gare de Cergy–Le Haut le samedi (un départ seulement) | Gare de Pontoise — Canrobert ⥋ Cergy — Lycée Jules-Verne (du lundi au samedi à certaines heures) / Gare de Cergy–Le Haut le samedi (un départ seulement) | Gare de Pontoise — Canrobert ⥋ Cergy — Lycée Jules-Verne (du lundi au samedi à certaines heures) / Gare de Cergy–Le Haut le samedi (un départ seulement) | Gare de Pontoise — Canrobert ⥋ Cergy — Lycée Jules-Verne (du lundi au samedi à certaines heures) / Gare de Cergy–Le Haut le samedi (un départ seulement) | Gare de Pontoise — Canrobert ⥋ Cergy — Lycée Jules-Verne (du lundi au samedi à certaines heures) / Gare de Cergy–Le Haut le samedi (un départ seulement) | Gare de Pontoise — Canrobert ⥋ Cergy — Lycée Jules-Verne (du lundi au samedi à certaines heures) / Gare de Cergy–Le Haut le samedi (un départ seulement) | Gare de Pontoise — Canrobert ⥋ Cergy — Lycée Jules-Verne (du lundi au samedi à certaines heures) / Gare de Cergy–Le Haut le samedi (un départ seulement) | Gare de Pontoise — Canrobert ⥋ Cergy — Lycée Jules-Verne (du lundi au samedi à certaines heures) / Gare de Cergy–Le Haut le samedi (un départ seulement) |
| ----- | --- | --- | --- | --- | --- | --- | --- | --- | --- |
| 1201  | Ouverture / Fermeture — / — | Longueur — | Durée 20-35 min | Nb. d’arrêts 22 | Matériel Articulés | Jours de fonctionnement L, Ma, Me, J, V, S, D | Jour / Soir / Nuit / Fêtes O / O / N / O | Voy. / an — | Dépôt Saint-Ouen-l'Aumône |
| 1201  | Desserte : - Villes et lieux desservis : Pontoise et Cergy - Gares desservies : Pontoise, Cergy-Préfecture, Cergy-Saint-Christophe ainsi que Cergy-le-Haut | | | | | | | | |
| 1201  | Autre : - Zone traversée : 5 - Arrêts non accessibles aux UFR : Gare de Cergy-Préfecture RER et Gare de Cergy-Le Haut RER - Amplitudes horaires : La ligne fonctionne du lundi au vendredi de 5 h 10 à 1 h 5, le samedi à partir de 5 h 20 et les dimanches et fêtes de 7 h 15 à 22 h 5. - Particularités : Son exploitation varie selon le moment de la journée et le jour de la semaine comme suit : - Du lundi au samedi, la ligne fonctionne principalement entre Canrobert et Moulin à Vent, à travers de nombreux services partiels entre Canrobert et Cergy-Saint-Christophe RER tout au long de la journée. Le tronçon entre Moulin à Vent et Lycée Jules-Verne est desservi uniquement à certaines heures. Enfin, un seul aller-retour est observé sur l'itinéraire complet de la ligne (Canrobert ↔ Cergy-le-Haut RER) le samedi soir uniquement ; - Les dimanches et fêtes, elle est limitée entre Canrobert et Cergy-Saint-Christophe RER. - Du lundi au vendredi de 7 h à 9 h 45 et de 16 h 45 à 19 h 45, la STIVO a amélioré son offre avec un passage de bus toutes les cinq minutes. - Date de dernière mise à jour : 4 septembre 2024. | | | | | | | | |
| 1201  | Dernière actualisation : — | | | | | | | | |
| 1202  | Gare de Cergy–Préfecture ⥋ Pontoise — Boulevard des Beurriers | Gare de Cergy–Préfecture ⥋ Pontoise — Boulevard des Beurriers                                                                                            | Gare de Cergy–Préfecture ⥋ Pontoise — Boulevard des Beurriers                                                                                            | Gare de Cergy–Préfecture ⥋ Pontoise — Boulevard des Beurriers                                                                                            | Gare de Cergy–Préfecture ⥋ Pontoise — Boulevard des Beurriers                                                                                            | Gare de Cergy–Préfecture ⥋ Pontoise — Boulevard des Beurriers                                                                                            | Gare de Cergy–Préfecture ⥋ Pontoise — Boulevard des Beurriers                                                                                            | Gare de Cergy–Préfecture ⥋ Pontoise — Boulevard des Beurriers                                                                                            | Gare de Cergy–Préfecture ⥋ Pontoise — Boulevard des Beurriers                                                                                            |
| 1202  | Ouverture / Fermeture — / — | Longueur — | Durée 15-25 min | Nb. d’arrêts 15 | Matériel Standards et Articulés | Jours de fonctionnement L, Ma, Me, J, V, S, D | Jour / Soir / Nuit / Fêtes O / O / N / O | Voy. / an — | Dépôt Saint-Ouen-l'Aumône |
| 1202  | Desserte : - Villes et lieux desservis : Cergy, Osny et Pontoise - Gare desservie : Cergy-Préfecture | | | | | | | | |
| 1202  | Autre : - Zone traversée : 5 - Arrêts non accessibles aux UFR : Gare de Cergy-Préfecture RER et Marcouville (vers Cergy). - Amplitudes horaires : La ligne fonctionne du lundi au vendredi de 5 h 25 à 1 h 50, le samedi de 5 h 30 à 1 h, et les dimanches et fêtes de 5 h 25 à 22 h 5. - Particularités : Du lundi au dimanche à partir de 20h, et lors de certains services aux heures de pointe en semaine, la ligne circule uniquement entre Cergy-Préfecture RER et Hôpital R. Dubos. - Date de dernière mise à jour : 4 septembre 2024. | | | | | | | | |
| 1202  | Dernière actualisation : — | | | | | | | | |
| 1203  | Gare de Cergy–Le Haut ⥋ Gare de Neuville-Université | Gare de Cergy–Le Haut ⥋ Gare de Neuville-Université | Gare de Cergy–Le Haut ⥋ Gare de Neuville-Université | Gare de Cergy–Le Haut ⥋ Gare de Neuville-Université | Gare de Cergy–Le Haut ⥋ Gare de Neuville-Université | Gare de Cergy–Le Haut ⥋ Gare de Neuville-Université | Gare de Cergy–Le Haut ⥋ Gare de Neuville-Université | Gare de Cergy–Le Haut ⥋ Gare de Neuville-Université | Gare de Cergy–Le Haut ⥋ Gare de Neuville-Université |
| 1203  | Ouverture / Fermeture 5 mars 2018 / — | Longueur — | Durée 20-30 min | Nb. d’arrêts 25 | Matériel Standards et Articulés | Jours de fonctionnement L, Ma, Me, J, V, S, D | Jour / Soir / Nuit / Fêtes O / O / N / O | Voy. / an — | Dépôt Saint-Ouen-l'Aumône |
| 1203  | Desserte : - Villes et lieux desservis : Cergy, Vauréal, Jouy-le-Moutier et Neuville-sur-Oise - Gares desservies : Cergy-le-Haut et Neuville-Université. | | | | | | | | |
| 1203  | Autre : - Zone traversée : 5 - Arrêts non accessibles aux UFR : Gare de Cergy-Le Haut RER et Le Pont (vers Cergy). - Amplitudes horaires : La ligne fonctionne du lundi au vendredi de 4 h 30 à 1 h 50, le samedi de 5 h 20 à 1 h 15 et les dimanches et fêtes de 7 h à 22 h 50. - Particularités : Les arrêts Colucci - Gandhi, Le Boulingrin, Simone Signoret, Mendès France et Georges Brassens sont desservis uniquement les dimanches et fêtes. - Date de dernière mise à jour : 4 septembre 2024. | | | | | | | | |
| 1203  | Dernière actualisation : — | | | | | | | | |
| 1204  | Gare de Saint-Germain-en-Laye ⥋ Gare de Conflans-Sainte-Honorine - Place Romagné | Gare de Saint-Germain-en-Laye ⥋ Gare de Conflans-Sainte-Honorine - Place Romagné                                                                         | Gare de Saint-Germain-en-Laye ⥋ Gare de Conflans-Sainte-Honorine - Place Romagné                                                                         | Gare de Saint-Germain-en-Laye ⥋ Gare de Conflans-Sainte-Honorine - Place Romagné                                                                         | Gare de Saint-Germain-en-Laye ⥋ Gare de Conflans-Sainte-Honorine - Place Romagné                                                                         | Gare de Saint-Germain-en-Laye ⥋ Gare de Conflans-Sainte-Honorine - Place Romagné                                                                         | Gare de Saint-Germain-en-Laye ⥋ Gare de Conflans-Sainte-Honorine - Place Romagné                                                                         | Gare de Saint-Germain-en-Laye ⥋ Gare de Conflans-Sainte-Honorine - Place Romagné                                                                         | Gare de Saint-Germain-en-Laye ⥋ Gare de Conflans-Sainte-Honorine - Place Romagné                                                                         |
| 1204  | Ouverture / Fermeture 7 janvier 2019 / — | Longueur — | Durée 45-60 min | Nb. d’arrêts 29 | Matériel Citaro GC2Citaro G FaceliftUrbanway 12 GNVUrbanway 18 GNVVolvo 7900 A Hybride7900 Hybride                                                       | Jours de fonctionnement L, Ma, Me, J, V, S, D | Jour / Soir / Nuit / Fêtes O / N / N / O | Voy. / an — | Dépôt Conflans-Sainte-Honorine |
| 1204  | Desserte : - Villes et lieux desservis : Saint-Germain-en-Laye, Achères et Conflans-Sainte-Honorine - Gares desservies : Saint-Germain-en-Laye, Camp des Loges (T13), Achères-Ville et Conflans-Sainte-Honorine | | | | | | | | |
| 1204  | Autre : - Zones traversées : 4 et 5 - Arrêts non accessibles aux UFR : — - Amplitudes horaires : La ligne fonctionne du lundi au vendredi de 5 h à 23 h 30, le samedi de 6 h 15 à 22 h 50 et les dimanches et jours fériés de 6 h 45 à 22 h 20. - Particularités : Les arrêts Jehan Alain, Vauban et RD 910 / RN 184 sont desservis du lundi au vendredi en période scolaire aux heures d'entrée et de sortie des établissements. - Date de dernière mise à jour : 4 septembre 2024. | | | | | | | | |
| 1204  | Dernière actualisation : — | | | | | | | | |
| 1205  | Gare de Poissy ⥋ Gare de Conflans-Sainte-Honorine - Place Romagné | Gare de Poissy ⥋ Gare de Conflans-Sainte-Honorine - Place Romagné                                                                                        | Gare de Poissy ⥋ Gare de Conflans-Sainte-Honorine - Place Romagné                                                                                        | Gare de Poissy ⥋ Gare de Conflans-Sainte-Honorine - Place Romagné                                                                                        | Gare de Poissy ⥋ Gare de Conflans-Sainte-Honorine - Place Romagné                                                                                        | Gare de Poissy ⥋ Gare de Conflans-Sainte-Honorine - Place Romagné                                                                                        | Gare de Poissy ⥋ Gare de Conflans-Sainte-Honorine - Place Romagné                                                                                        | Gare de Poissy ⥋ Gare de Conflans-Sainte-Honorine - Place Romagné                                                                                        | Gare de Poissy ⥋ Gare de Conflans-Sainte-Honorine - Place Romagné                                                                                        |
| 1205  | Ouverture / Fermeture 27 mai 1988 / — | Longueur — | Durée 35-60 min | Nb. d’arrêts 27 | Matériel Citaro GC2Citaro G FaceliftUrbanway 12 GNVUrbanway 18 GNVCrossway LEVolvo 7900 A Hybride7900 Hybride                                            | Jours de fonctionnement L, Ma, Me, J, V, S, D | Jour / Soir / Nuit / Fêtes O / N / N / O | Voy. / an — | Dépôt Conflans-Sainte-Honorine |
| 1205  | Desserte : - Villes et lieux desservis : Poissy, Achères et Conflans-Sainte-Honorine - Gares desservies : Poissy, Achères-Ville et Conflans-Sainte-Honorine | | | | | | | | |
| 1205  | Autre : - Zone traversée : 5 - Arrêts non accessibles aux UFR : — - Amplitudes horaires : La ligne fonctionne du lundi au vendredi de 5 h 20 à 22 h 55, le samedi de 6 h 30 à 22 h 40 et les dimanches et jours fériés de 7 h 20 à 21 h 55. - Particularités : Les arrêts Lycée Le Corbusier, Notre-Dame et Le Cep - Hôtel de Ville sont desservis du lundi au vendredi en période scolaire aux heures d'entrée et de sortie des établissements. - Date de dernière mise à jour : 4 septembre 2024. | | | | | | | | |
| 1205  | Dernière actualisation : — | | | | | | | | |
| 1206  | Gare de Pontoise — Place du Général de Gaulle ⥋ Gare de Cergy–Le Haut | Gare de Pontoise — Place du Général de Gaulle ⥋ Gare de Cergy–Le Haut                                                                                    | Gare de Pontoise — Place du Général de Gaulle ⥋ Gare de Cergy–Le Haut                                                                                    | Gare de Pontoise — Place du Général de Gaulle ⥋ Gare de Cergy–Le Haut                                                                                    | Gare de Pontoise — Place du Général de Gaulle ⥋ Gare de Cergy–Le Haut                                                                                    | Gare de Pontoise — Place du Général de Gaulle ⥋ Gare de Cergy–Le Haut                                                                                    | Gare de Pontoise — Place du Général de Gaulle ⥋ Gare de Cergy–Le Haut                                                                                    | Gare de Pontoise — Place du Général de Gaulle ⥋ Gare de Cergy–Le Haut                                                                                    | Gare de Pontoise — Place du Général de Gaulle ⥋ Gare de Cergy–Le Haut                                                                                    |
| 1206  | Ouverture / Fermeture 5 mars 2018 / — | Longueur — | Durée 15-60 min | Nb. d’arrêts 40 | Matériel Standards et Articulés | Jours de fonctionnement L, Ma, Me, J, V, S, D | Jour / Soir / Nuit / Fêtes O / O / N / O | Voy. / an — | Dépôt Saint-Ouen-l'Aumône |
| 1206  | Desserte : - Villes et lieux desservis : Pontoise, Osny et Cergy - Gares desservies : Pontoise, Osny, Cergy-Saint-Christophe et Cergy-le-Haut | | | | | | | | |
| 1206  | Autre : - Zone traversée : 5 - Arrêts non accessibles aux UFR : Gare de Pontoise - Place du Général de Gaulle, Quai du Pothuis, Cité Judiciaire, Citadelle, Château de Grouchy, Le Vauvarois, Gare de Cergy-Le Haut RER. - Amplitudes horaires : La ligne fonctionne du lundi au vendredi de 5 h 20 à 22 h 50, le samedi de 5 h 35 à 23 h 10 et les dimanches et fêtes de 7 h 35 à 22 h 20. - Particularités : - Du lundi au vendredi à certaines heures, quelques services depuis Pontoise terminent à l'arrêt Demi-Lieue en desservent les arrêts Fleurance - Muguet, Jean Jaurès et Stade C. Léon et Oseraie ; - Du lundi au vendredi à certaines heures, quelques services depuis Cergy-le-Haut terminent à l'arrêt Stade C. Léon en desservent les arrêts Oseraie, Demi-Lieue, Fleurance - Muguet, et Jean Jaurès ; - L'arrêt Maison d'Arrêt est desservi du lundi au samedi à certaines heures uniquement ; - Date de dernière mise à jour : 4 septembre 2024. | | | | | | | | |
| 1206  | Dernière actualisation : — | | | | | | | | |
| 1207  | Gare de Cergy–Préfecture ⥋ Vauréal — Les Toupets / Vauréal — Écancourt | Gare de Cergy–Préfecture ⥋ Vauréal — Les Toupets / Vauréal — Écancourt                                                                                   | Gare de Cergy–Préfecture ⥋ Vauréal — Les Toupets / Vauréal — Écancourt                                                                                   | Gare de Cergy–Préfecture ⥋ Vauréal — Les Toupets / Vauréal — Écancourt                                                                                   | Gare de Cergy–Préfecture ⥋ Vauréal — Les Toupets / Vauréal — Écancourt                                                                                   | Gare de Cergy–Préfecture ⥋ Vauréal — Les Toupets / Vauréal — Écancourt                                                                                   | Gare de Cergy–Préfecture ⥋ Vauréal — Les Toupets / Vauréal — Écancourt                                                                                   | Gare de Cergy–Préfecture ⥋ Vauréal — Les Toupets / Vauréal — Écancourt                                                                                   | Gare de Cergy–Préfecture ⥋ Vauréal — Les Toupets / Vauréal — Écancourt                                                                                   |
| 1207  | Ouverture / Fermeture — / — | Longueur — | Durée 20-30 min | Nb. d’arrêts 30 | Matériel Standards et Articulés | Jours de fonctionnement L, Ma, Me, J, V, S, D | Jour / Soir / Nuit / Fêtes O / N / N / N | Voy. / an — | Dépôt Saint-Ouen-l'Aumône |
| 1207  | Desserte : - Villes et lieux desservis : Cergy, Neuville-sur-Oise, Jouy-le-Moutier et Vauréal - Gare desservie : Cergy-Préfecture | | | | | | | | |
| 1207  | Autre : - Zone traversée : 5 - Arrêts non accessibles aux UFR : Gare de Cergy-Préfecture RER. - Amplitudes horaires : La ligne fonctionne du lundi au vendredi de 5 h 35 à 20 h 20 et le samedi de 5 h 50 à 20 h 35. - Date de dernière mise à jour : 4 septembre 2024. | | | | | | | | |
| 1207  | Dernière actualisation : — | | | | | | | | |
| 1208  | Gare de Cergy–Préfecture ⥋ Gare de Neuville-Université | Gare de Cergy–Préfecture ⥋ Gare de Neuville-Université                                                                                                   | Gare de Cergy–Préfecture ⥋ Gare de Neuville-Université                                                                                                   | Gare de Cergy–Préfecture ⥋ Gare de Neuville-Université                                                                                                   | Gare de Cergy–Préfecture ⥋ Gare de Neuville-Université                                                                                                   | Gare de Cergy–Préfecture ⥋ Gare de Neuville-Université                                                                                                   | Gare de Cergy–Préfecture ⥋ Gare de Neuville-Université                                                                                                   | Gare de Cergy–Préfecture ⥋ Gare de Neuville-Université                                                                                                   | Gare de Cergy–Préfecture ⥋ Gare de Neuville-Université                                                                                                   |
| 1208  | Ouverture / Fermeture — / — | Longueur — | Durée 30-40 min | Nb. d’arrêts 19 | Matériel Standards et Articulés | Jours de fonctionnement L, Ma, Me, J, V, S, D | Jour / Soir / Nuit / Fêtes O / N / N / O | Voy. / an — | Dépôt Saint-Ouen-l'Aumône |
| 1208  | Desserte : - Villes et lieux desservis : Cergy, Pontoise, Éragny et Neuville-sur-Oise - Gares desservies : Cergy-Préfecture, Éragny - Neuville et Neuville-Université | | | | | | | | |
| 1208  | Autre : - Zone traversée : 5 - Arrêts non accessibles aux UFR : Gare de Cergy-Préfecture RER. - Amplitudes horaires : la ligne fonctionne du lundi au vendredi de 5 h 35 à 22 h 20, le samedi de 5 h 45 à 22 h 10 et les dimanches et fêtes de 7 h 40 à 21 h 50. - Particularités : Du lundi au vendredi aux heures de pointe, la ligne possède une fréquence de 10 minutes entre chaque bus depuis le 5 mars 2018. - Date de dernière mise à jour : 4 septembre 2024. | | | | | | | | |
| 1208  | Dernière actualisation : — | | | | | | | | |

### Lignes 1220 à 1229
| Ligne | Caractéristiques | Caractéristiques | Caractéristiques | Caractéristiques | Caractéristiques | Caractéristiques | Caractéristiques | Caractéristiques | Caractéristiques |
| 1221  | (Circulaire) Achères-Ville — Gare RER SNCF ⥋ via la mairie d'Achères et Achères — Mozart | (Circulaire) Achères-Ville — Gare RER SNCF ⥋ via la mairie d'Achères et Achères — Mozart                                           | (Circulaire) Achères-Ville — Gare RER SNCF ⥋ via la mairie d'Achères et Achères — Mozart                                           | (Circulaire) Achères-Ville — Gare RER SNCF ⥋ via la mairie d'Achères et Achères — Mozart                                           | (Circulaire) Achères-Ville — Gare RER SNCF ⥋ via la mairie d'Achères et Achères — Mozart                                           | (Circulaire) Achères-Ville — Gare RER SNCF ⥋ via la mairie d'Achères et Achères — Mozart                                           | (Circulaire) Achères-Ville — Gare RER SNCF ⥋ via la mairie d'Achères et Achères — Mozart                                           | (Circulaire) Achères-Ville — Gare RER SNCF ⥋ via la mairie d'Achères et Achères — Mozart                                           | (Circulaire) Achères-Ville — Gare RER SNCF ⥋ via la mairie d'Achères et Achères — Mozart                                           |
| ----- | --- | --- | --- | --- | --- | --- | --- | --- | --- |
| 1221  | Ouverture / Fermeture 12 novembre 2012 / — | Longueur — | Durée 10-25 min | Nb. d’arrêts 23 | Matériel GX 327GX 337Urbanway 12 GNV                                                                                               | Jours de fonctionnement L, Ma, Me, J, V, S, D                                                                                      | Jour / Soir / Nuit / Fêtes O / N / N / O                                                                                           | Voy. / an — | Dépôt Conflans-Sainte-Honorine |
| 1221  | Desserte : - Ville et lieux desservis : Achères - Gare desservie : Achères-Ville | | | | | | | | |
| 1221  | Autre : - Zone traversée : 5 - Arrêts non accessibles aux UFR : — - Amplitudes horaires : La ligne fonctionne du lundi au vendredi de 5 h à 21 h 55, le samedi de 6 h à 20 h 35 et les dimanches et fêtes de 7 h 10 à 20 h 15. - Particularités : Les dimanches et fêtes, le circuit extérieur est effectué jusqu'à 13 h et le circuit intérieur après 13 h. - Date de dernière mise à jour : 4 septembre 2024. | | | | | | | | |
| 1221  | Dernière actualisation : — | | | | | | | | |
| 1222  | (Circulaire) Achères-Ville — Gare RER SNCF ⥋ via le technoparc de Poissy | (Circulaire) Achères-Ville — Gare RER SNCF ⥋ via le technoparc de Poissy                                                           | (Circulaire) Achères-Ville — Gare RER SNCF ⥋ via le technoparc de Poissy                                                           | (Circulaire) Achères-Ville — Gare RER SNCF ⥋ via le technoparc de Poissy                                                           | (Circulaire) Achères-Ville — Gare RER SNCF ⥋ via le technoparc de Poissy                                                           | (Circulaire) Achères-Ville — Gare RER SNCF ⥋ via le technoparc de Poissy                                                           | (Circulaire) Achères-Ville — Gare RER SNCF ⥋ via le technoparc de Poissy                                                           | (Circulaire) Achères-Ville — Gare RER SNCF ⥋ via le technoparc de Poissy                                                           | (Circulaire) Achères-Ville — Gare RER SNCF ⥋ via le technoparc de Poissy                                                           |
| 1222  | Ouverture / Fermeture 12 novembre 2012 / — | Longueur — | Durée 10-20 min | Nb. d’arrêts 16 | Matériel GX 327GX 337Urbanway 12 GNV                                                                                               | Jours de fonctionnement L, Ma, Me, J, V, S                                                                                         | Jour / Soir / Nuit / Fêtes O / N / N / N                                                                                           | Voy. / an — | Dépôt Conflans-Sainte-Honorine |
| 1222  | Desserte : - Villes et lieux desservis : Achères et Poissy - Gare desservie : Achères-Ville | | | | | | | | |
| 1222  | Autre : - Zone traversée : 5 - Arrêts non accessibles aux UFR : — - Amplitudes horaires : La ligne fonctionne du lundi au vendredi de 5 h 35 à 21 h 45 et le samedi de 6 h 10 à 20 h 25. - Particularités : Les arrêts Constituante, L'Orée du Bois et Pierre Sémard sont desservis avant 14 h en direction d'Achères et après 14 h / 13 h (le samedi) en direction de Poissy. - Date de dernière mise à jour : 4 septembre 2024. | | | | | | | | |
| 1222  | Dernière actualisation : — | | | | | | | | |
| 1223  | Gare de Pontoise — Place du Général de Gaulle ⥋ Osny — Les Pâtis | Gare de Pontoise — Place du Général de Gaulle ⥋ Osny — Les Pâtis                                                                   | Gare de Pontoise — Place du Général de Gaulle ⥋ Osny — Les Pâtis                                                                   | Gare de Pontoise — Place du Général de Gaulle ⥋ Osny — Les Pâtis                                                                   | Gare de Pontoise — Place du Général de Gaulle ⥋ Osny — Les Pâtis                                                                   | Gare de Pontoise — Place du Général de Gaulle ⥋ Osny — Les Pâtis                                                                   | Gare de Pontoise — Place du Général de Gaulle ⥋ Osny — Les Pâtis                                                                   | Gare de Pontoise — Place du Général de Gaulle ⥋ Osny — Les Pâtis                                                                   | Gare de Pontoise — Place du Général de Gaulle ⥋ Osny — Les Pâtis                                                                   |
| 1223  | Ouverture / Fermeture — / — | Longueur — | Durée 10-20 min | Nb. d’arrêts 15 | Matériel Standards | Jours de fonctionnement L, Ma, Me, J, V, S, D                                                                                      | Jour / Soir / Nuit / Fêtes O / N / N / O                                                                                           | Voy. / an — | Dépôt Saint-Ouen-l'Aumône |
| 1223  | Desserte : - Villes et lieux desservis : Pontoise et Osny - Gare desservie : Pontoise | | | | | | | | |
| 1223  | Autre : - Zone traversée : 5 - Arrêts non accessibles aux UFR : — - Amplitudes horaires : La ligne fonctionne du lundi au vendredi de 5 h 35 à 20 h 55, le samedi à partir de 5 h 40 et le dimanche de 7 h à 21 h - Date de dernière mise à jour : 4 septembre 2024. | | | | | | | | |
| 1223  | Dernière actualisation : — | | | | | | | | |
| 1224  | Gare de Cergy–Préfecture ⥋ Gare de Cergy-Saint-Christophe | Gare de Cergy–Préfecture ⥋ Gare de Cergy-Saint-Christophe                                                                          | Gare de Cergy–Préfecture ⥋ Gare de Cergy-Saint-Christophe                                                                          | Gare de Cergy–Préfecture ⥋ Gare de Cergy-Saint-Christophe                                                                          | Gare de Cergy–Préfecture ⥋ Gare de Cergy-Saint-Christophe                                                                          | Gare de Cergy–Préfecture ⥋ Gare de Cergy-Saint-Christophe                                                                          | Gare de Cergy–Préfecture ⥋ Gare de Cergy-Saint-Christophe                                                                          | Gare de Cergy–Préfecture ⥋ Gare de Cergy-Saint-Christophe                                                                          | Gare de Cergy–Préfecture ⥋ Gare de Cergy-Saint-Christophe                                                                          |
| 1224  | Ouverture / Fermeture — / — | Longueur — | Durée 25-35 min | Nb. d’arrêts 22 | Matériel Standards et Articulés | Jours de fonctionnement L, Ma, Me, J, V, S, D                                                                                      | Jour / Soir / Nuit / Fêtes O / N / N / O                                                                                           | Voy. / an — | Dépôt Saint-Ouen-l'Aumône |
| 1224  | Desserte : - Villes et lieux desservis : Cergy et Osny - Gares desservies : Cergy-Préfecture, Osny et Cergy-Saint-Christophe | | | | | | | | |
| 1224  | Autre : - Zone traversée : 5 - Arrêts non accessibles aux UFR : Gare de Cergy-Préfecture RER, Cité-Artisanale (vers Cergy), La Ravinière (vers Cergy) et Le Vauvarois. - Amplitudes horaires : La ligne fonctionne du lundi au vendredi de 5 h 20 à 21 h 35, le samedi à partir de 5 h 50 et les dimanches et fêtes à partir de 7 h 10. - Date de dernière mise à jour : 4 septembre 2024. | | | | | | | | |
| 1224  | Dernière actualisation : — | | | | | | | | |
| 1225  | Gare de Saint-Ouen-l'Aumône-Liesse ⥋ Gare de Conflans-Sainte-Honorine | Gare de Saint-Ouen-l'Aumône-Liesse ⥋ Gare de Conflans-Sainte-Honorine                                                              | Gare de Saint-Ouen-l'Aumône-Liesse ⥋ Gare de Conflans-Sainte-Honorine                                                              | Gare de Saint-Ouen-l'Aumône-Liesse ⥋ Gare de Conflans-Sainte-Honorine                                                              | Gare de Saint-Ouen-l'Aumône-Liesse ⥋ Gare de Conflans-Sainte-Honorine                                                              | Gare de Saint-Ouen-l'Aumône-Liesse ⥋ Gare de Conflans-Sainte-Honorine                                                              | Gare de Saint-Ouen-l'Aumône-Liesse ⥋ Gare de Conflans-Sainte-Honorine                                                              | Gare de Saint-Ouen-l'Aumône-Liesse ⥋ Gare de Conflans-Sainte-Honorine                                                              | Gare de Saint-Ouen-l'Aumône-Liesse ⥋ Gare de Conflans-Sainte-Honorine                                                              |
| 1225  | Ouverture / Fermeture 5 mars 2018 / — | Longueur — | Durée 25-30 min | Nb. d’arrêts 17 | Matériel Standards et Articulés | Jours de fonctionnement L, Ma, Me, J, V                                                                                            | Jour / Soir / Nuit / Fêtes O / N / N / N                                                                                           | Voy. / an — | Dépôt Saint-Ouen-l'Aumône |
| 1225  | Desserte : - Villes et lieux desservis : Saint-Ouen-l'Aumône, Herblay-sur-Seine, Éragny et Conflans-Sainte-Honorine - Gares desservies : Saint-Ouen-l'Aumône-Liesse et Conflans-Sainte-Honorine | | | | | | | | |
| 1225  | Autre : - Zone traversée : 5 - Arrêts non accessibles aux UFR : — - Amplitudes horaires : La ligne fonctionne du lundi au vendredi de 6 h 20 à 20 h 30. - Date de dernière mise à jour : 4 septembre 2024. | | | | | | | | |
| 1225  | Dernière actualisation : — | | | | | | | | |
| 1226  | Gare de Cergy–Préfecture ⥋ Gare de Méry-sur-Oise (du lundi au samedi) / Saint-Ouen-l'Aumône — Vert Galant (les dimanches et fêtes) | Gare de Cergy–Préfecture ⥋ Gare de Méry-sur-Oise (du lundi au samedi) / Saint-Ouen-l'Aumône — Vert Galant (les dimanches et fêtes) | Gare de Cergy–Préfecture ⥋ Gare de Méry-sur-Oise (du lundi au samedi) / Saint-Ouen-l'Aumône — Vert Galant (les dimanches et fêtes) | Gare de Cergy–Préfecture ⥋ Gare de Méry-sur-Oise (du lundi au samedi) / Saint-Ouen-l'Aumône — Vert Galant (les dimanches et fêtes) | Gare de Cergy–Préfecture ⥋ Gare de Méry-sur-Oise (du lundi au samedi) / Saint-Ouen-l'Aumône — Vert Galant (les dimanches et fêtes) | Gare de Cergy–Préfecture ⥋ Gare de Méry-sur-Oise (du lundi au samedi) / Saint-Ouen-l'Aumône — Vert Galant (les dimanches et fêtes) | Gare de Cergy–Préfecture ⥋ Gare de Méry-sur-Oise (du lundi au samedi) / Saint-Ouen-l'Aumône — Vert Galant (les dimanches et fêtes) | Gare de Cergy–Préfecture ⥋ Gare de Méry-sur-Oise (du lundi au samedi) / Saint-Ouen-l'Aumône — Vert Galant (les dimanches et fêtes) | Gare de Cergy–Préfecture ⥋ Gare de Méry-sur-Oise (du lundi au samedi) / Saint-Ouen-l'Aumône — Vert Galant (les dimanches et fêtes) |
| 1226  | Ouverture / Fermeture — / — | Longueur — | Durée 10-45 min | Nb. d’arrêts 29 | Matériel Standards et Articulés | Jours de fonctionnement L, Ma, Me, J, V, S, D                                                                                      | Jour / Soir / Nuit / Fêtes O / N / N / O                                                                                           | Voy. / an — | Dépôt Saint-Ouen-l'Aumône |
| 1226  | Desserte : - Villes et lieux desservis : Cergy, Saint-Ouen-l'Aumône et Méry-sur-Oise - Gares desservies : Cergy-Préfecture, Saint-Ouen-l'Aumône-Quartier de l'Église, Saint-Ouen-l'Aumône, Gare d'Épluches, Gare de Pont-Petit et Méry-sur-Oise | | | | | | | | |
| 1226  | Autre : - Zone traversée : 5 - Arrêts non accessibles aux UFR : Gare de Cergy-Préfecture RER, Martin Luther King, Résidence de Vaux, Les Roches (vers Méry-sur-Oise), Molière, Thérèse Léthias, Mairie, Camille Plaquet et Gare de Méry-sur-Oise - Amplitudes horaires : La ligne fonctionne du lundi au vendredi de 5 h 10 à 21 h 40, le samedi de 5 h 35 à 21 h 50 et les dimanches et fêtes de 6 h 25 à 22 h 5. - Date de dernière mise à jour : 4 septembre 2024. | | | | | | | | |
| 1226  | Dernière actualisation : — | | | | | | | | |
| 1227  | (Circulaire) Gare de Conflans - Fin d'Oise ⥋ via Conflans-Sainte-Honorine | (Circulaire) Gare de Conflans - Fin d'Oise ⥋ via Conflans-Sainte-Honorine                                                          | (Circulaire) Gare de Conflans - Fin d'Oise ⥋ via Conflans-Sainte-Honorine                                                          | (Circulaire) Gare de Conflans - Fin d'Oise ⥋ via Conflans-Sainte-Honorine                                                          | (Circulaire) Gare de Conflans - Fin d'Oise ⥋ via Conflans-Sainte-Honorine                                                          | (Circulaire) Gare de Conflans - Fin d'Oise ⥋ via Conflans-Sainte-Honorine                                                          | (Circulaire) Gare de Conflans - Fin d'Oise ⥋ via Conflans-Sainte-Honorine                                                          | (Circulaire) Gare de Conflans - Fin d'Oise ⥋ via Conflans-Sainte-Honorine                                                          | (Circulaire) Gare de Conflans - Fin d'Oise ⥋ via Conflans-Sainte-Honorine                                                          |
| 1227  | Ouverture / Fermeture 12 novembre 2012 / — | Longueur — | Durée 20-40 (50) min | Nb. d’arrêts 31 | Matériel GX 327GX 127 LGX 137 LUrbanway 12 GNV                                                                                     | Jours de fonctionnement L, Ma, Me, J, V, S, D                                                                                      | Jour / Soir / Nuit / Fêtes O / O / N / O                                                                                           | Voy. / an — | Dépôt Conflans-Sainte-Honorine |
| 1227  | Desserte : - Ville et lieux desservis : Conflans-Sainte-Honorine - Gares desservies : Conflans-Fin-d'Oise et Conflans-Sainte-Honorine | | | | | | | | |
| 1227  | Autre : - Zone traversée : 5 - Arrêts non accessibles aux UFR : Eudoxie, Boutries et Champs Gaillard. - Amplitudes horaires : La ligne fonctionne du lundi au vendredi de 6 h 15 à 22 h 30, le samedi de 7 h 15 à 20 h 45 et les dimanches et fêtes à partir de 8 h 35. - Particularités : - Les arrêts Collège du Bois d'Aulne, Gaillon et Collège des Hautes Rayes sont desservis du lundi au vendredi en période scolaire à certaines heures. - Date de dernière mise à jour : 1er janvier 2025. | | | | | | | | |
| 1227  | Dernière actualisation : — | | | | | | | | |
| 1228  | Gare de Cergy-Préfecture ⥋ Saint-Ouen-l'Aumône — Rue de l'Équerre | Gare de Cergy-Préfecture ⥋ Saint-Ouen-l'Aumône — Rue de l'Équerre                                                                  | Gare de Cergy-Préfecture ⥋ Saint-Ouen-l'Aumône — Rue de l'Équerre                                                                  | Gare de Cergy-Préfecture ⥋ Saint-Ouen-l'Aumône — Rue de l'Équerre                                                                  | Gare de Cergy-Préfecture ⥋ Saint-Ouen-l'Aumône — Rue de l'Équerre                                                                  | Gare de Cergy-Préfecture ⥋ Saint-Ouen-l'Aumône — Rue de l'Équerre                                                                  | Gare de Cergy-Préfecture ⥋ Saint-Ouen-l'Aumône — Rue de l'Équerre                                                                  | Gare de Cergy-Préfecture ⥋ Saint-Ouen-l'Aumône — Rue de l'Équerre                                                                  | Gare de Cergy-Préfecture ⥋ Saint-Ouen-l'Aumône — Rue de l'Équerre                                                                  |
| 1228  | Ouverture / Fermeture — / — | Longueur — | Durée 25-40 min | Nb. d’arrêts 20 | Matériel Standards et Articulés | Jours de fonctionnement L, Ma, Me, J, V                                                                                            | Jour / Soir / Nuit / Fêtes O / N / N / N                                                                                           | Voy. / an — | Dépôt Saint-Ouen-l'Aumône |
| 1228  | Desserte : - Villes et lieux desservis : Cergy et Saint-Ouen-l'Aumône - Gares desservies : Cergy-Préfecture et Saint-Ouen-l'Aumône-Liesse | | | | | | | | |
| 1228  | Autre : - Zone traversée : 5 - Arrêts non accessibles aux UFR : Gare de Cergy-Préfecture RER, Equerre, Languedoc, Bourgogne et Avenue de la Mare - Amplitudes horaires : La ligne fonctionne du lundi au vendredi de 6 h à 20 h 30. - Le matin, la ligne ne fonctionne qu'en direction de Saint-Ouen-l'Aunôme, et le soir, en direction de Pontoise. - Particularités : - Le matin, deux services se terminent à Saint-Ouen-l’Aumône — Équerre par Bois du Fief. - Date de dernière mise à jour : 1er janvier 2025. | | | | | | | | |
| 1228  | Dernière actualisation : — | | | | | | | | |
| 1229  | Gare de Pontoise — Canrobert ⥋ Gare de Neuville-Université | Gare de Pontoise — Canrobert ⥋ Gare de Neuville-Université                                                                         | Gare de Pontoise — Canrobert ⥋ Gare de Neuville-Université                                                                         | Gare de Pontoise — Canrobert ⥋ Gare de Neuville-Université                                                                         | Gare de Pontoise — Canrobert ⥋ Gare de Neuville-Université                                                                         | Gare de Pontoise — Canrobert ⥋ Gare de Neuville-Université                                                                         | Gare de Pontoise — Canrobert ⥋ Gare de Neuville-Université                                                                         | Gare de Pontoise — Canrobert ⥋ Gare de Neuville-Université                                                                         | Gare de Pontoise — Canrobert ⥋ Gare de Neuville-Université                                                                         |
| 1229  | Ouverture / Fermeture 17 juin 2017 / — | Longueur — | Durée 15-25 min | Nb. d’arrêts 10 | Matériel Articulés | Jours de fonctionnement L, Ma, Me, J, V, S, D                                                                                      | Jour / Soir / Nuit / Fêtes O / N / N / O                                                                                           | Voy. / an — | Dépôt Saint-Ouen-l'Aumône |
| 1229  | Desserte : - Villes et lieux desservis : Pontoise, Cergy, Neuville-sur-Oise - Gares desservies : Pontoise, Cergy-Préfecture et Neuville-Université | | | | | | | | |
| 1229  | Autre : - Zone traversée : 5 - Arrêts non accessibles aux UFR : Gare de Cergy-Préfecture RER et Plateau Saint-Martin (vers Neuville) - Amplitudes horaires : La ligne fonctionne du lundi au dimanche de 11 h 0 à 21 h 10, le samedi de 11 h 0 à 21 h 10 et les dimanches et fêtes de 10 h 30 à 20 h 45. - Particularités : En 2019, cette ligne fonctionne uniquement durant les week-ends du mois de juin et lors du premier week-end du mois de juillet puis tous les week-ends du mois de septembre. En outre, elle fonctionne tous les jours (y compris le week-end) à partir du 8 juillet et au mois d'août. - Date de dernière mise à jour : 4 septembre 2024. | | | | | | | | |
| 1229  | Dernière actualisation : — | | | | | | | | |

### Lignes 1230 à 1239
| Ligne | Caractéristiques | Caractéristiques                                                                      | Caractéristiques                                                                      | Caractéristiques                                                                      | Caractéristiques                                                                      | Caractéristiques                                                                      | Caractéristiques                                                                      | Caractéristiques                                                                      | Caractéristiques                                                                      |
| 1230  | (Circulaire) Gare de Pontoise — Canrobert ⥋ via Cergy-Préfecture RER et Les Touleuses | (Circulaire) Gare de Pontoise — Canrobert ⥋ via Cergy-Préfecture RER et Les Touleuses | (Circulaire) Gare de Pontoise — Canrobert ⥋ via Cergy-Préfecture RER et Les Touleuses | (Circulaire) Gare de Pontoise — Canrobert ⥋ via Cergy-Préfecture RER et Les Touleuses | (Circulaire) Gare de Pontoise — Canrobert ⥋ via Cergy-Préfecture RER et Les Touleuses | (Circulaire) Gare de Pontoise — Canrobert ⥋ via Cergy-Préfecture RER et Les Touleuses | (Circulaire) Gare de Pontoise — Canrobert ⥋ via Cergy-Préfecture RER et Les Touleuses | (Circulaire) Gare de Pontoise — Canrobert ⥋ via Cergy-Préfecture RER et Les Touleuses | (Circulaire) Gare de Pontoise — Canrobert ⥋ via Cergy-Préfecture RER et Les Touleuses |
| ----- | --- | ------------------------------------------------------------------------------------- | ------------------------------------------------------------------------------------- | ------------------------------------------------------------------------------------- | ------------------------------------------------------------------------------------- | ------------------------------------------------------------------------------------- | ------------------------------------------------------------------------------------- | ------------------------------------------------------------------------------------- | ------------------------------------------------------------------------------------- |
| 1230  | Ouverture / Fermeture 5 février 2007 / — | Longueur —                                                                            | Durée 25-30 min                                                                       | Nb. d’arrêts 15                                                                       | Matériel Standards et Articulés                                                       | Jours de fonctionnement L, Ma, Me, J, V, S, D                                         | Jour / Soir / Nuit / Fêtes O / N / N / O                                              | Voy. / an —                                                                           | Dépôt Saint-Ouen-l'Aumône                                                             |
| 1230  | Desserte : - Villes et lieux desservis : Pontoise et Cergy - Gares desservies : Pontoise et Cergy-Préfecture |                                                                                       |                                                                                       |                                                                                       |                                                                                       |                                                                                       |                                                                                       |                                                                                       |                                                                                       |
| 1230  | Autre : - Zone traversée : 5 - Arrêts non accessibles aux UFR : — - Amplitudes horaires : La ligne fonctionne du lundi au vendredi de 5 h 20 à 22 h, le samedi de 5 h 50 à 21 h 35 et les dimanches et fêtes de 6 h 50 à 21 h 30. - Date de dernière mise à jour : 4 septembre 2024. |                                                                                       |                                                                                       |                                                                                       |                                                                                       |                                                                                       |                                                                                       |                                                                                       |                                                                                       |
| 1230  | Dernière actualisation : — |                                                                                       |                                                                                       |                                                                                       |                                                                                       |                                                                                       |                                                                                       |                                                                                       |                                                                                       |
| 1231  | Gare de Conflans-Sainte-Honorine - Place Romagné ⥋ Herblay — Buttes Blanches | Gare de Conflans-Sainte-Honorine - Place Romagné ⥋ Herblay — Buttes Blanches          | Gare de Conflans-Sainte-Honorine - Place Romagné ⥋ Herblay — Buttes Blanches          | Gare de Conflans-Sainte-Honorine - Place Romagné ⥋ Herblay — Buttes Blanches          | Gare de Conflans-Sainte-Honorine - Place Romagné ⥋ Herblay — Buttes Blanches          | Gare de Conflans-Sainte-Honorine - Place Romagné ⥋ Herblay — Buttes Blanches          | Gare de Conflans-Sainte-Honorine - Place Romagné ⥋ Herblay — Buttes Blanches          | Gare de Conflans-Sainte-Honorine - Place Romagné ⥋ Herblay — Buttes Blanches          | Gare de Conflans-Sainte-Honorine - Place Romagné ⥋ Herblay — Buttes Blanches          |
| 1231  | Ouverture / Fermeture 27 mai 1988 / — | Longueur —                                                                            | Durée 15-20 min                                                                       | Nb. d’arrêts 17                                                                       | Matériel GX 127 LGX 137 LGX 327Urbanway 12 GNV                                        | Jours de fonctionnement L, Ma, Me, J, V, S, D                                         | Jour / Soir / Nuit / Fêtes O / N / N / O                                              | Voy. / an —                                                                           | Dépôt Conflans-Sainte-Honorine                                                        |
| 1231  | Desserte : - Villes et lieux desservis : Conflans-Sainte-Honorine et Herblay - Gare desservie : Conflans-Sainte-Honorine |                                                                                       |                                                                                       |                                                                                       |                                                                                       |                                                                                       |                                                                                       |                                                                                       |                                                                                       |
| 1231  | Autre : - Zone traversée : 5 - Arrêts non accessibles aux UFR : — - Amplitudes horaires : La ligne fonctionne du lundi au vendredi de 5 h 50 à 20 h 45, le samedi de 6 h 55 à 20 h et les dimanches et fêtes de 7 h à 13 h 20. - Particularités : Les arrêts Georges Viard, Jean Broutin et C.E.S du Bois d'Aulne sont desservis du lundi au vendredi en période scolaire à certaines heures. L'arrêt Les Limousines, en direction d'Herblay, n'est pas desservi le samedi avant 13 h et les dimanches et fêtes avant 12 h. - Date de dernière mise à jour : 1er janvier 2025.                                                            |                                                                                       |                                                                                       |                                                                                       |                                                                                       |                                                                                       |                                                                                       |                                                                                       |                                                                                       |
| 1231  | Dernière actualisation : — |                                                                                       |                                                                                       |                                                                                       |                                                                                       |                                                                                       |                                                                                       |                                                                                       |                                                                                       |
| 1232  | Gare de Cergy–Préfecture ⥋ Saint-Ouen-l'Aumône — Lycée Jean-Perrin | Gare de Cergy–Préfecture ⥋ Saint-Ouen-l'Aumône — Lycée Jean-Perrin                    | Gare de Cergy–Préfecture ⥋ Saint-Ouen-l'Aumône — Lycée Jean-Perrin                    | Gare de Cergy–Préfecture ⥋ Saint-Ouen-l'Aumône — Lycée Jean-Perrin                    | Gare de Cergy–Préfecture ⥋ Saint-Ouen-l'Aumône — Lycée Jean-Perrin                    | Gare de Cergy–Préfecture ⥋ Saint-Ouen-l'Aumône — Lycée Jean-Perrin                    | Gare de Cergy–Préfecture ⥋ Saint-Ouen-l'Aumône — Lycée Jean-Perrin                    | Gare de Cergy–Préfecture ⥋ Saint-Ouen-l'Aumône — Lycée Jean-Perrin                    | Gare de Cergy–Préfecture ⥋ Saint-Ouen-l'Aumône — Lycée Jean-Perrin                    |
| 1232  | Ouverture / Fermeture — / — | Longueur —                                                                            | Durée 10-65 min                                                                       | Nb. d’arrêts 25                                                                       | Matériel Standards et Articulés                                                       | Jours de fonctionnement L, Ma, Me, J, V, S, D                                         | Jour / Soir / Nuit / Fêtes O / O / N / O                                              | Voy. / an —                                                                           | Dépôt Saint-Ouen-l'Aumône                                                             |
| 1232  | Desserte : - Villes et lieux desservis : Cergy et Saint-Ouen-l'Aumône - Gares desservies : Cergy-Préfecture, Saint-Ouen-l'Aumône-Quartier de l'Église, Saint-Ouen-l'Aumône, Saint-Ouen-l'Aumône-Liesse et Gare de Pont-Petit |                                                                                       |                                                                                       |                                                                                       |                                                                                       |                                                                                       |                                                                                       |                                                                                       |                                                                                       |
| 1232  | Autre : - Zone traversée : 5 - Arrêts non accessibles aux UFR :Gare de Cergy-Préfecture RER, Gare de Liesse, Antoine Balard (vers Saint-Ouen-l'Aumône), Avenue des Gros Chevaux, Les Sablons (vers Osny). - Amplitudes horaires : La ligne fonctionne du lundi au vendredi de 5 h 10 à 22 h 55, le samedi de 6 h 10 à 23 h 5 et les dimanches et fêtes de 6 h 5 à 22 h 45. - Particularités : Il existe du lundi au vendredi en période scolaire des services directs entre Gare de Saint-Ouen-L’Aumône Liesse RER et Lycée Technique Jean-Perrin à raison d'un aller-retour par jour. - Date de dernière mise à jour : 4 septembre 2024. |                                                                                       |                                                                                       |                                                                                       |                                                                                       |                                                                                       |                                                                                       |                                                                                       |                                                                                       |
| 1232  | Dernière actualisation : — |                                                                                       |                                                                                       |                                                                                       |                                                                                       |                                                                                       |                                                                                       |                                                                                       |                                                                                       |
| 1233  | Gare de Neuville-Université ⥋ Gare de Pontoise — Place du Général de Gaulle | Gare de Neuville-Université ⥋ Gare de Pontoise — Place du Général de Gaulle           | Gare de Neuville-Université ⥋ Gare de Pontoise — Place du Général de Gaulle           | Gare de Neuville-Université ⥋ Gare de Pontoise — Place du Général de Gaulle           | Gare de Neuville-Université ⥋ Gare de Pontoise — Place du Général de Gaulle           | Gare de Neuville-Université ⥋ Gare de Pontoise — Place du Général de Gaulle           | Gare de Neuville-Université ⥋ Gare de Pontoise — Place du Général de Gaulle           | Gare de Neuville-Université ⥋ Gare de Pontoise — Place du Général de Gaulle           | Gare de Neuville-Université ⥋ Gare de Pontoise — Place du Général de Gaulle           |
| 1233  | Ouverture / Fermeture 5 mars 2018 / — | Longueur —                                                                            | Durée 25-40 min                                                                       | Nb. d’arrêts 18                                                                       | Matériel Standards et Articulés                                                       | Jours de fonctionnement L, Ma, Me, J, V, S, D                                         | Jour / Soir / Nuit / Fêtes O / O / N / O                                              | Voy. / an —                                                                           | Dépôt Saint-Ouen-l'Aumône                                                             |
| 1233  | Desserte : - Villes et lieux desservis : Neuville-sur-Oise, Éragny, Saint-Ouen-l'Aumône, et Pontoise - Gares desservies : Neuville-Université, Saint-Ouen-l'Aumône-Liesse, Saint-Ouen-l'Aumône et Pontoise. |                                                                                       |                                                                                       |                                                                                       |                                                                                       |                                                                                       |                                                                                       |                                                                                       |                                                                                       |
| 1233  | Autre : - Zone traversée : 5 - Arrêts non accessibles aux UFR : L'Ourcq la Marne, Gare de Liesse, Gare de Pontoise - Place du Général de Gaulle. - Amplitudes horaires : La ligne fonctionne du lundi au vendredi de 5 h 15 à 0 h 40, le samedi de 5 h 40 à 0 h 45 et les dimanches et fêtes de 7 h 10 à 22 h 40. - Date de dernière mise à jour : 4 septembre 2024. |                                                                                       |                                                                                       |                                                                                       |                                                                                       |                                                                                       |                                                                                       |                                                                                       |                                                                                       |
| 1233  | Dernière actualisation : — |                                                                                       |                                                                                       |                                                                                       |                                                                                       |                                                                                       |                                                                                       |                                                                                       |                                                                                       |
| 1234  | Gare de Conflans-Sainte-Honorine - Place Romagné ⥋ Conflans-Fin-d'Oise | Gare de Conflans-Sainte-Honorine - Place Romagné ⥋ Conflans-Fin-d'Oise                | Gare de Conflans-Sainte-Honorine - Place Romagné ⥋ Conflans-Fin-d'Oise                | Gare de Conflans-Sainte-Honorine - Place Romagné ⥋ Conflans-Fin-d'Oise                | Gare de Conflans-Sainte-Honorine - Place Romagné ⥋ Conflans-Fin-d'Oise                | Gare de Conflans-Sainte-Honorine - Place Romagné ⥋ Conflans-Fin-d'Oise                | Gare de Conflans-Sainte-Honorine - Place Romagné ⥋ Conflans-Fin-d'Oise                | Gare de Conflans-Sainte-Honorine - Place Romagné ⥋ Conflans-Fin-d'Oise                | Gare de Conflans-Sainte-Honorine - Place Romagné ⥋ Conflans-Fin-d'Oise                |
| 1234  | Ouverture / Fermeture 1992 / — | Longueur —                                                                            | Durée 20-25 min                                                                       | Nb. d’arrêts 22                                                                       | Matériel GX 127 LGX 137 LGX 327Urbanway 12 GNV                                        | Jours de fonctionnement L, Ma, Me, J, V, S, D                                         | Jour / Soir / Nuit / Fêtes O / N / N / O                                              | Voy. / an —                                                                           | Dépôt Conflans-Sainte-Honorine                                                        |
| 1234  | Desserte : - Villes et lieux desservis : Conflans-Sainte-Honorine - Gares desservies : Conflans-Sainte-Honorine et Conflans-Fin-d'Oise |                                                                                       |                                                                                       |                                                                                       |                                                                                       |                                                                                       |                                                                                       |                                                                                       |                                                                                       |
| 1234  | Autre : - Zone traversée : 5 - Arrêts non accessibles aux UFR : — - Amplitudes horaires : La ligne fonctionne du lundi au vendredi de 6 h 20 à 9 h 50 puis de 15 h 30 à 20 h 25, le samedi de 7 h 30 à 20 h 20 et le dimanche de 7 h 30 à 19 h 20. Des services supplémentaires sont effectués le mercredi en période scolaire entre 12 h 30 et 12 h 50. - Date de dernière mise à jour : 4 septembre 2024. |                                                                                       |                                                                                       |                                                                                       |                                                                                       |                                                                                       |                                                                                       |                                                                                       |                                                                                       |
| 1234  | Dernière actualisation : — |                                                                                       |                                                                                       |                                                                                       |                                                                                       |                                                                                       |                                                                                       |                                                                                       |                                                                                       |
| 1235  | Gare de Cergy-Saint-Christophe ⥋ Gare de Pontoise — Canrobert | Gare de Cergy-Saint-Christophe ⥋ Gare de Pontoise — Canrobert                         | Gare de Cergy-Saint-Christophe ⥋ Gare de Pontoise — Canrobert                         | Gare de Cergy-Saint-Christophe ⥋ Gare de Pontoise — Canrobert                         | Gare de Cergy-Saint-Christophe ⥋ Gare de Pontoise — Canrobert                         | Gare de Cergy-Saint-Christophe ⥋ Gare de Pontoise — Canrobert                         | Gare de Cergy-Saint-Christophe ⥋ Gare de Pontoise — Canrobert                         | Gare de Cergy-Saint-Christophe ⥋ Gare de Pontoise — Canrobert                         | Gare de Cergy-Saint-Christophe ⥋ Gare de Pontoise — Canrobert                         |
| 1235  | Ouverture / Fermeture 6 novembre 2023 / — | Longueur —                                                                            | Durée 15 min                                                                          | Nb. d’arrêts 10                                                                       | Matériel —                                                                            | Jours de fonctionnement L, Ma, Me, J, V, S, D                                         | Jour / Soir / Nuit / Fêtes O / O / N / O                                              | Voy. / an —                                                                           | Dépôt Saint-Ouen-l'Aumône                                                             |
| 1235  | Desserte : - Villes et lieux desservis : Cergy, Osny et Pontoise - Gares desservies : Cergy-Saint-Christophe et Pontoise |                                                                                       |                                                                                       |                                                                                       |                                                                                       |                                                                                       |                                                                                       |                                                                                       |                                                                                       |
| 1235  | Autre : - Zone traversée : 5 - Arrêts non accessibles aux UFR : — - Amplitudes horaires : La ligne fonctionne du lundi au vendredi de 5 h 25 à 23 h, le samedi de 5 h 25 à 23 h 30 et les dimanches et fêtes de 8 h 10 à 22 h 25. - Date de dernière mise à jour : 4 septembre 2024. |                                                                                       |                                                                                       |                                                                                       |                                                                                       |                                                                                       |                                                                                       |                                                                                       |                                                                                       |
| 1235  | Dernière actualisation : — |                                                                                       |                                                                                       |                                                                                       |                                                                                       |                                                                                       |                                                                                       |                                                                                       |                                                                                       |
| 1236  | Gare de Pontoise — Canrobert ⥋ Courdimanche — Les Croizettes | Gare de Pontoise — Canrobert ⥋ Courdimanche — Les Croizettes                          | Gare de Pontoise — Canrobert ⥋ Courdimanche — Les Croizettes                          | Gare de Pontoise — Canrobert ⥋ Courdimanche — Les Croizettes                          | Gare de Pontoise — Canrobert ⥋ Courdimanche — Les Croizettes                          | Gare de Pontoise — Canrobert ⥋ Courdimanche — Les Croizettes                          | Gare de Pontoise — Canrobert ⥋ Courdimanche — Les Croizettes                          | Gare de Pontoise — Canrobert ⥋ Courdimanche — Les Croizettes                          | Gare de Pontoise — Canrobert ⥋ Courdimanche — Les Croizettes                          |
| 1236  | Ouverture / Fermeture — / — | Longueur —                                                                            | Durée 5-25 min                                                                        | Nb. d’arrêts 21                                                                       | Matériel Standards et Articulés                                                       | Jours de fonctionnement L, Ma, Me, J, V                                               | Jour / Soir / Nuit / Fêtes O / N / N / N                                              | Voy. / an —                                                                           | Dépôt Saint-Ouen-l'Aumône                                                             |
| 1236  | Desserte : - Villes et lieux desservis : Pontoise, Cergy et Courdimanche - Gares desservies : Pontoise et Cergy-le-Haut |                                                                                       |                                                                                       |                                                                                       |                                                                                       |                                                                                       |                                                                                       |                                                                                       |                                                                                       |
| 1236  | Autre : - Zone traversée : 5 - Arrêts non accessibles aux UFR : — - Amplitudes horaires : La ligne fonctionne du lundi au vendredi de 6 h 25 à 10 h 45 puis de 15 h 35 à 17 h 5 à raison de 5 passages par jour. - Date de dernière mise à jour : 4 septembre 2024. |                                                                                       |                                                                                       |                                                                                       |                                                                                       |                                                                                       |                                                                                       |                                                                                       |                                                                                       |
| 1236  | Dernière actualisation : — |                                                                                       |                                                                                       |                                                                                       |                                                                                       |                                                                                       |                                                                                       |                                                                                       |                                                                                       |
| 1237  | Vauréal — La Bussie / Vauréal — Georges Brassens ⥋ Gare de Conflans-Fin-d'Oise | Vauréal — La Bussie / Vauréal — Georges Brassens ⥋ Gare de Conflans-Fin-d'Oise        | Vauréal — La Bussie / Vauréal — Georges Brassens ⥋ Gare de Conflans-Fin-d'Oise        | Vauréal — La Bussie / Vauréal — Georges Brassens ⥋ Gare de Conflans-Fin-d'Oise        | Vauréal — La Bussie / Vauréal — Georges Brassens ⥋ Gare de Conflans-Fin-d'Oise        | Vauréal — La Bussie / Vauréal — Georges Brassens ⥋ Gare de Conflans-Fin-d'Oise        | Vauréal — La Bussie / Vauréal — Georges Brassens ⥋ Gare de Conflans-Fin-d'Oise        | Vauréal — La Bussie / Vauréal — Georges Brassens ⥋ Gare de Conflans-Fin-d'Oise        | Vauréal — La Bussie / Vauréal — Georges Brassens ⥋ Gare de Conflans-Fin-d'Oise        |
| 1237  | Ouverture / Fermeture — / — | Longueur —                                                                            | Durée 35-40 min                                                                       | Nb. d’arrêts 26                                                                       | Matériel Standards                                                                    | Jours de fonctionnement L, Ma, Me, J, V                                               | Jour / Soir / Nuit / Fêtes O / N / N / N                                              | Voy. / an —                                                                           | Dépôt Saint-Ouen-l'Aumône                                                             |
| 1237  | Desserte : - Villes et lieux desservis : Vauréal, Jouy-le-Moutier, Neuville-sur-Oise et Conflans-Sainte-Honorine - Gares desservies : Neuville-Université |                                                                                       |                                                                                       |                                                                                       |                                                                                       |                                                                                       |                                                                                       |                                                                                       |                                                                                       |
| 1237  | Autre : - Zone traversée : 5 - Arrêts non accessibles aux UFR : — - Amplitudes horaires : La ligne fonctionne du lundi au vendredi de 6 h 5 à 19 h 15. - Date de dernière mise à jour : 4 septembre 2024. |                                                                                       |                                                                                       |                                                                                       |                                                                                       |                                                                                       |                                                                                       |                                                                                       |                                                                                       |
| 1237  | Dernière actualisation : — |                                                                                       |                                                                                       |                                                                                       |                                                                                       |                                                                                       |                                                                                       |                                                                                       |                                                                                       |
| 1238  | Gare de Cergy–Préfecture ⥋ Menucourt — La Taillette | Gare de Cergy–Préfecture ⥋ Menucourt — La Taillette                                   | Gare de Cergy–Préfecture ⥋ Menucourt — La Taillette                                   | Gare de Cergy–Préfecture ⥋ Menucourt — La Taillette                                   | Gare de Cergy–Préfecture ⥋ Menucourt — La Taillette                                   | Gare de Cergy–Préfecture ⥋ Menucourt — La Taillette                                   | Gare de Cergy–Préfecture ⥋ Menucourt — La Taillette                                   | Gare de Cergy–Préfecture ⥋ Menucourt — La Taillette                                   | Gare de Cergy–Préfecture ⥋ Menucourt — La Taillette                                   |
| 1238  | Ouverture / Fermeture — / — | Longueur —                                                                            | Durée 10-40 min                                                                       | Nb. d’arrêts 26                                                                       | Matériel Standards                                                                    | Jours de fonctionnement L, Ma, Me, J, V, S                                            | Jour / Soir / Nuit / Fêtes O / N / N / N                                              | Voy. / an —                                                                           | Dépôt Saint-Ouen-l'Aumône                                                             |
| 1238  | Desserte : - Villes et lieux desservis : Cergy, Vauréal, Boisemont, Courdimanche et Menucourt - Gare desservie : Cergy-Préfecture |                                                                                       |                                                                                       |                                                                                       |                                                                                       |                                                                                       |                                                                                       |                                                                                       |                                                                                       |
| 1238  | Autre : - Zone traversée : 5 - Arrêts non accessibles aux UFR : — - Amplitudes horaires : La ligne fonctionne du lundi au vendredi de 5 h 40 à 21 h 15 et le samedi de 6 h 55 à 20 h 35. - Particularités : Du lundi au vendredi aux heures de pointe du matin, des courses partielles prennent leur départ à l'arrêt Lozier vers la gare de Cergy-Préfecture. Aux heures de pointe du soir, d'autres circulent en sens inverse, depuis la gare de Cergy-Préfecture vers l'arrêt Le Port. - Date de dernière mise à jour : 4 septembre 2024.                                                                                              |                                                                                       |                                                                                       |                                                                                       |                                                                                       |                                                                                       |                                                                                       |                                                                                       |                                                                                       |
| 1238  | Dernière actualisation : — |                                                                                       |                                                                                       |                                                                                       |                                                                                       |                                                                                       |                                                                                       |                                                                                       |                                                                                       |
| 1239  | Gare de Cergy-Saint-Christophe ⥋ Menucourt — Croix du Jubilé | Gare de Cergy-Saint-Christophe ⥋ Menucourt — Croix du Jubilé                          | Gare de Cergy-Saint-Christophe ⥋ Menucourt — Croix du Jubilé                          | Gare de Cergy-Saint-Christophe ⥋ Menucourt — Croix du Jubilé                          | Gare de Cergy-Saint-Christophe ⥋ Menucourt — Croix du Jubilé                          | Gare de Cergy-Saint-Christophe ⥋ Menucourt — Croix du Jubilé                          | Gare de Cergy-Saint-Christophe ⥋ Menucourt — Croix du Jubilé                          | Gare de Cergy-Saint-Christophe ⥋ Menucourt — Croix du Jubilé                          | Gare de Cergy-Saint-Christophe ⥋ Menucourt — Croix du Jubilé                          |
| 1239  | Ouverture / Fermeture — / — | Longueur —                                                                            | Durée 10-25 min                                                                       | Nb. d’arrêts 19                                                                       | Matériel Standards et Articulés                                                       | Jours de fonctionnement L, Ma, Me, J, V, S, D                                         | Jour / Soir / Nuit / Fêtes O / O / N / O                                              | Voy. / an —                                                                           | Dépôt Saint-Ouen-l'Aumône                                                             |
| 1239  | Desserte : - Villes et lieux desservis : Cergy, Courdimanche et Menucourt - Gares desservies : Cergy-Saint-Christophe et Cergy-le-Haut |                                                                                       |                                                                                       |                                                                                       |                                                                                       |                                                                                       |                                                                                       |                                                                                       |                                                                                       |
| 1239  | Autre : - Zone traversée : 5 - Arrêts non accessibles aux UFR : Gare de Cergy-Le Haut RER, Place Claire Girard, Saint-Martin. - Amplitudes horaires : La ligne fonctionne du lundi au vendredi de 5 h 25 à 23 h, le samedi de 5 h 50 à 22 h 5 et les dimanches et fêtes de 8 h 20 à 21 h 5. - Particularités : Des services partiels circulent sur la ligne entre Menucourt - Croix du Jubilé et Cergy-le-Haut RER du lundi au vendredi aux heures de pointe (le matin dans le sens Menucourt → Cergy ; le soir dans le sens Cergy → Menucourt uniquement). - Date de dernière mise à jour : 4 septembre 2024.                            |                                                                                       |                                                                                       |                                                                                       |                                                                                       |                                                                                       |                                                                                       |                                                                                       |                                                                                       |
| 1239  | Dernière actualisation : — |                                                                                       |                                                                                       |                                                                                       |                                                                                       |                                                                                       |                                                                                       |                                                                                       |                                                                                       |

### Lignes de 1240 à 1249
| Ligne | Caractéristiques | Caractéristiques                                              | Caractéristiques                                              | Caractéristiques                                              | Caractéristiques                                              | Caractéristiques                                              | Caractéristiques                                              | Caractéristiques                                              | Caractéristiques                                              |
| 1240  | Gare de Cergy-Saint-Christophe ⥋ Vauréal — La Siaule | Gare de Cergy-Saint-Christophe ⥋ Vauréal — La Siaule          | Gare de Cergy-Saint-Christophe ⥋ Vauréal — La Siaule          | Gare de Cergy-Saint-Christophe ⥋ Vauréal — La Siaule          | Gare de Cergy-Saint-Christophe ⥋ Vauréal — La Siaule          | Gare de Cergy-Saint-Christophe ⥋ Vauréal — La Siaule          | Gare de Cergy-Saint-Christophe ⥋ Vauréal — La Siaule          | Gare de Cergy-Saint-Christophe ⥋ Vauréal — La Siaule          | Gare de Cergy-Saint-Christophe ⥋ Vauréal — La Siaule          |
| ----- | --- | ------------------------------------------------------------- | ------------------------------------------------------------- | ------------------------------------------------------------- | ------------------------------------------------------------- | ------------------------------------------------------------- | ------------------------------------------------------------- | ------------------------------------------------------------- | ------------------------------------------------------------- |
| 1240  | Ouverture / Fermeture — / — | Longueur —                                                    | Durée 5-30 min                                                | Nb. d’arrêts 21                                               | Matériel Standards et Articulés                               | Jours de fonctionnement L, Ma, Me, J, V, S                    | Jour / Soir / Nuit / Fêtes O / O / N / N                      | Voy. / an —                                                   | Dépôt Saint-Ouen-l'Aumône                                     |
| 1240  | Desserte : - Villes et lieux desservis : Cergy et Vauréal - Gares desservies : Cergy-Saint-Christophe et Cergy-le-Haut |                                                               |                                                               |                                                               |                                                               |                                                               |                                                               |                                                               |                                                               |
| 1240  | Autre : - Zone traversée : 5 - Arrêts non accessibles aux UFR : — - Amplitudes horaires : La ligne fonctionne du lundi au vendredi de 5 h 35 à 23 h 5 et le samedi de 5 h 45 à 23 h 15. - Particularités : - Il existe de nombreux services du lundi au vendredi entre Cergy-le-Haut RER et La Siaule ; - L'arrêt Parc Saint-Christophe est desservi à certaines heures. - Certains services de la ligne sont limités entre Cergy Saint-Christophe RER et Parc Saint-Christophe ou entre Vauréal La Siaule et Cergy-le-Haut RER - Date de dernière mise à jour : 4 septembre 2024. |                                                               |                                                               |                                                               |                                                               |                                                               |                                                               |                                                               |                                                               |
| 1240  | Dernière actualisation : — |                                                               |                                                               |                                                               |                                                               |                                                               |                                                               |                                                               |                                                               |
| 1241  | Gare de Cergy–Préfecture ⥋ Saint-Ouen-l'Aumône — Fond de Vaux | Gare de Cergy–Préfecture ⥋ Saint-Ouen-l'Aumône — Fond de Vaux | Gare de Cergy–Préfecture ⥋ Saint-Ouen-l'Aumône — Fond de Vaux | Gare de Cergy–Préfecture ⥋ Saint-Ouen-l'Aumône — Fond de Vaux | Gare de Cergy–Préfecture ⥋ Saint-Ouen-l'Aumône — Fond de Vaux | Gare de Cergy–Préfecture ⥋ Saint-Ouen-l'Aumône — Fond de Vaux | Gare de Cergy–Préfecture ⥋ Saint-Ouen-l'Aumône — Fond de Vaux | Gare de Cergy–Préfecture ⥋ Saint-Ouen-l'Aumône — Fond de Vaux | Gare de Cergy–Préfecture ⥋ Saint-Ouen-l'Aumône — Fond de Vaux |
| 1241  | Ouverture / Fermeture 4 janvier 2010 / — | Longueur —                                                    | Durée 10-25 min                                               | Nb. d’arrêts 14                                               | Matériel Standards et Articulés                               | Jours de fonctionnement L, Ma, Me, J, V                       | Jour / Soir / Nuit / Fêtes O / N / N / N                      | Voy. / an —                                                   | Dépôt Saint-Ouen-l'Aumône                                     |
| 1241  | Desserte : - Villes et lieux desservis : Cergy et Saint-Ouen-l'Aumône - Gares desservies : Cergy-Préfecture et Saint-Ouen-l'Aumône-Liesse |                                                               |                                                               |                                                               |                                                               |                                                               |                                                               |                                                               |                                                               |
| 1241  | Autre : - Zone traversée : 5 - Arrêts non accessibles aux UFR : Gare de Cergy-Préfecture RER et Vert Galant (vers Cergy). - Amplitudes horaires : La ligne fonctionne du lundi au vendredi de 5 h 40 à 10 h 15 puis de 15 h 45 à 21 h 20. - Particularités : Les derniers services du soir circulent entre Cergy-Préfecture RER et Gare de Saint-Ouen-l’Aumône-Liesse. - Date de dernière mise à jour : 4 septembre 2024. |                                                               |                                                               |                                                               |                                                               |                                                               |                                                               |                                                               |                                                               |
| 1241  | Dernière actualisation : — |                                                               |                                                               |                                                               |                                                               |                                                               |                                                               |                                                               |                                                               |
| 1242  | Gare de Cergy-Préfecture ⥋ Osny — Clinique Sainte-Marie | Gare de Cergy-Préfecture ⥋ Osny — Clinique Sainte-Marie       | Gare de Cergy-Préfecture ⥋ Osny — Clinique Sainte-Marie       | Gare de Cergy-Préfecture ⥋ Osny — Clinique Sainte-Marie       | Gare de Cergy-Préfecture ⥋ Osny — Clinique Sainte-Marie       | Gare de Cergy-Préfecture ⥋ Osny — Clinique Sainte-Marie       | Gare de Cergy-Préfecture ⥋ Osny — Clinique Sainte-Marie       | Gare de Cergy-Préfecture ⥋ Osny — Clinique Sainte-Marie       | Gare de Cergy-Préfecture ⥋ Osny — Clinique Sainte-Marie       |
| 1242  | Ouverture / Fermeture 5 février 2007 / — | Longueur —                                                    | Durée 20-25 min                                               | Nb. d’arrêts 19                                               | Matériel Standards et Articulés                               | Jours de fonctionnement L, Ma, Me, J, V, S, D                 | Jour / Soir / Nuit / Fêtes O / N / N / O                      | Voy. / an —                                                   | Dépôt Saint-Ouen-l'Aumône                                     |
| 1242  | Desserte : - Villes et lieux desservis : Cergy et Osny - Gare desservie : Cergy-Préfecture |                                                               |                                                               |                                                               |                                                               |                                                               |                                                               |                                                               |                                                               |
| 1242  | Autre : - Zone traversée : 5 - Arrêts non accessibles aux UFR : Gare de Cergy-Préfecture RER, Cité Artisanale (vers Cergy), La Ravinière (vers Cergy), Fond de Chars . - Amplitudes horaires : La ligne fonctionne du lundi au vendredi de 5 h 40 à 21 h 35, le samedi à partir de 6 h 45 et les dimanches et fêtes de 7 h 35 à 21 h 5. - Date de dernière mise à jour : 4 septembre 2024. |                                                               |                                                               |                                                               |                                                               |                                                               |                                                               |                                                               |                                                               |
| 1242  | Dernière actualisation : — |                                                               |                                                               |                                                               |                                                               |                                                               |                                                               |                                                               |                                                               |

### Lignes de 1250 à 1259
| Ligne | Caractéristiques | Caractéristiques | Caractéristiques | Caractéristiques | Caractéristiques | Caractéristiques                      | Caractéristiques                         | Caractéristiques | Caractéristiques |
| 1255  | ? ⥋ ? | ? ⥋ ?            | ? ⥋ ?            | ? ⥋ ?            | ? ⥋ ?            | ? ⥋ ?                                 | ? ⥋ ?                                    | ? ⥋ ?            | ? ⥋ ?            |
| ----- | --- | ---------------- | ---------------- | ---------------- | ---------------- | ------------------------------------- | ---------------------------------------- | ---------------- | ---------------- |
| 1255  | Ouverture / Fermeture — / — | Longueur —       | Durée —          | Nb. d’arrêts —   | Matériel —       | Jours de fonctionnement non renseigné | Jour / Soir / Nuit / Fêtes — / — / — / — | Voy. / an —      | Dépôt —          |
| 1255  | Desserte : - Villes et lieux desservis : - Gares desservies :                                                                                              |                  |                  |                  |                  |                                       |                                          |                  |                  |
| 1255  | Autre : - Zone traversée : - Arrêts non accessibles aux UFR : - Amplitudes horaires : - Particularités : - Date de dernière mise à jour : 17 octobre 2024. |                  |                  |                  |                  |                                       |                                          |                  |                  |
| 1255  | Dernière actualisation : — |                  |                  |                  |                  |                                       |                                          |                  |                  |
| 1257  | ? ⥋ ? | ? ⥋ ?            | ? ⥋ ?            | ? ⥋ ?            | ? ⥋ ?            | ? ⥋ ?                                 | ? ⥋ ?                                    | ? ⥋ ?            | ? ⥋ ?            |
| 1257  | Ouverture / Fermeture — / — | Longueur —       | Durée —          | Nb. d’arrêts —   | Matériel —       | Jours de fonctionnement non renseigné | Jour / Soir / Nuit / Fêtes — / — / — / — | Voy. / an —      | Dépôt —          |
| 1257  | Desserte : - Villes et lieux desservis : - Gares desservies :                                                                                              |                  |                  |                  |                  |                                       |                                          |                  |                  |
| 1257  | Autre : - Zone traversée : - Arrêts non accessibles aux UFR : - Amplitudes horaires : - Particularités : - Date de dernière mise à jour : 17 octobre 2024. |                  |                  |                  |                  |                                       |                                          |                  |                  |
| 1257  | Dernière actualisation : — |                  |                  |                  |                  |                                       |                                          |                  |                  |

## Gestion et exploitation
Les réseaux de transports en commun franciliens sont organisés par Île-de-France Mobilités. L'exploitation du réseau de bus de Cergy-Pontoise Confluence revient à Francilité Seine et Oise à partir du 1er janvier 2024.

### Parc de véhicules

#### Dépôts
Les dépôts ont pour mission de remiser les différents véhicules, mais également d'assurer leur entretien préventif et curatif. L'entretien curatif ou correctif a lieu quand une panne ou un dysfonctionnement est signalé par un machiniste.
Le nouvel exploitant récupère le centre opérationnel bus de la STIVO et de Transdev Conflans.

#### Détails du parc

##### Bus articulés
| Constructeur  | Modèle            | Nombre | Numéros de parc                                      | Période de mise en service | Affectation                                                                                                   | Observations |
| ------------- | ----------------- | ------ | ---------------------------------------------------- | -------------------------- | --- | ------------ |
| Heuliez Bus   | GX 427            | 12     | 232103-232111, 232117-232119                         | 04/2012 à 01/2014          | 1201 1202 1203 1206 1207 1208 1224 1225 1226 1228 1229 1230 1232 1233 1235 1236 1239 1240 1241 1242           | -            |
| Heuliez Bus   | GX 437 hybride    | 25     | 232121-232124 ; 232126-232140, 232146-232151         | 07/2015 à 12/2018          | 1201 1202 1203 1206 1207 1208 1224 1225 1226 1228 1229 1230 1232 1233 1235 1236 1239 1240 1241 1242           | -            |
| Irisbus       | Citelis 18        | 1      | 232102                                               | 06/2011                    | 1201 1202 1203 1206 1207 1208 1224 1225 1226 1228 1229 1230 1232 1233 1235 1236 1239 1240 1241 1242           |              |
| Iveco Bus     | Urbanway 18 GNV   | 1      | 232160                                               | 11/2020                    | 1204 1205 1255                                                                                                | -            |
| Mercedes-Benz | Citaro G Facelift | 3      | 232008-232009, 232101                                | 09/2009 à 08/2013          | 1201 1202 1203 1204 1205 1206 1207 1208 1224 1225 1226 1228 1229 1230 1232 1233 1235 1236 1239 1240 1241 1242 | -            |
| Mercedes-Benz | Citaro G C2       | 13     | 232112-232116, 232120 ; 232141-232145, 232152-232153 | 12/2013 à 07/2019          | 1201 1202 1203 1204 1205 1206 1207 1208 1224 1225 1226 1228 1229 1230 1232 1233 1235 1236 1239 1240 1241 1242 | -            |
| Mercedes-Benz | Citaro G C2 NGT   | 6      | 232154-232159                                        | 06/2020 à 09/2020          | 1201 1202 1203 1206 1207 1224 1225 1226 1228 1229 1230 1232 1233 1235 1236 1239 1240 1241 1242                | -            |
| Volvo         | 7900 A Hybrid     | 1      | 232125                                               | 12/2015                    | 1204 1205 1255                                                                                                | -            |

##### Bus standards
| Constructeur  | Modèle          | Nombre | Numéros de parc | Période de mise en service | Affectation | Observations |
| ------------- | --------------- | ------ | --- | -------------------------- | --- | ------------ |
| Heuliez Bus   | GX 327          | 13     | 231572-231577 ; 231579-231585 | 12/2009 à 07/2013          | 1201 1202 1203 1204 1205 1206 1207 1208 1221 1222 1223 1224 1225 1226 1227 1228 1229 1230 1231 1232 1233 1234 1235 1236 1237 1238 1239 1240 1241 1242 1255 1257 | -            |
| Heuliez Bus   | GX 337          | 2      | 231597, 232607 | 09/2014                    | 1204 1205 1221 1222 1227 1231 1234 1255 1257 | -            |
| Heuliez Bus   | GX 337 hybride  | 1      | 231599 | 07/2015                    | 1201 1202 1203 1206 1207 1223 1224 1225 1226 1228 1229 1230 1232 1233 1235 1236 1237 1238 1239 1240 1241 1242                                                   | -            |
| Iveco Bus     | Urbanway 12 GNV | 65     | 201002-201003, 201013-201015, 201027-201032, 201056-201063, 201080-201089, 201114-201132, 201150-201160, 231022, 21026, 231047-231050 | 09/2020 à 06/2023          | 1201 1202 1203 1204 1205 1206 1207 1208 1221 1222 1223 1224 1225 1226 1227 1228 1229 1230 1231 1232 1233 1234 1235 1236 1237 1238 1239 1240 1241 1242 1255 1257 | -            |
| Mercedes-Benz | Citaro C2       | 13     | 211348, 231586-231596 ; 231598 | 08/2014 à 06/2018          | 1201 1202 1203 1206 1207 1223 1224 1225 1226 1228 1229 1230 1232 1233 1235 1236 1237 1238 1239 1240 1241 1242                                                   | -            |
| Setra         | S 415 NF        | 2      | 231201 ; 231578 | 10-2009 & 09/2011          | 1201 1202 1203 1204 1205 1206 1207 1208 1221 1222 1223 1224 1225 1226 1227 1228 1229 1230 1231 1232 1233 1234 1235 1236 1237 1238 1239 1240 1241 1242 1255 1257 | -            |
| Volvo         | 7900 Hybrid     | 7      | 231600-232606 | 12/2015 à 11/2018          | 1204 1205 1221 1222 1227 1231 1234 1255 1257 | -            |

##### Midibus
| Constructeur | Modèle   | Nombre | Numéros de parc        | Période de mise en service | Affectation    | Observations |
| ------------ | -------- | ------ | ---------------------- | -------------------------- | -------------- | ------------ |
| Heuliez Bus  | GX 127 L | 3      | 233077 ; 233080-233082 | 02/2013                    | 1227 1231 1234 | -            |
| Heuliez Bus  | GX 137 L | 3      | 233083-233085          | 12/2017 à 08/2020          | 1227 1231 1234 | -            |

### Tarification et fonctionnement

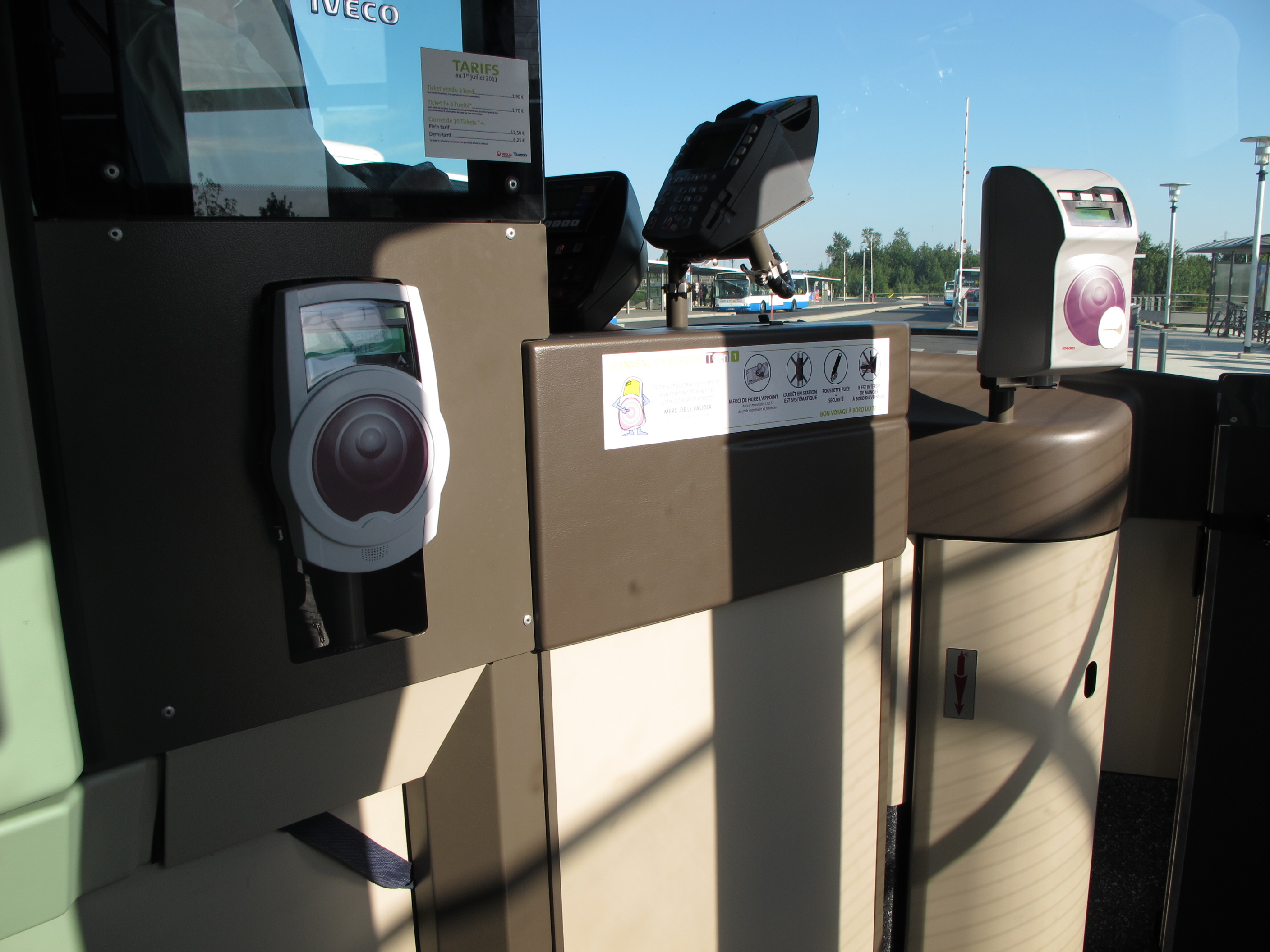
Validateurs pour passes Navigo (à gauche) et pour tickets carton (à droite) présents dans les bus et tramway.

La tarification des lignes d'autobus d'Île-de-France est unifiée et accessible avec les mêmes abonnements. Un ticket « bus-tram », qui remplace le ticket t+ au 1er janvier 2025, permet un trajet simple quelle que soit la distance, avec une ou plusieurs correspondances possibles avec les autres lignes de bus et de tramway pendant une durée maximale de 1 h 30 entre la première et dernière validation. En revanche, un ticket validé dans un bus ne permet pas d'emprunter le métro, ni le Transilien et le RER. Les lignes Orlybus et Roissybus, assurant de façon directe les dessertes aéroportuaires via autoroute, disposent d'une tarification spécifique mais sont accessibles avec les abonnements habituels.
Les tarifs des billets et abonnements dont le montant est limité par décision politique ne couvrent pas les frais réels de transport. Le manque à gagner est compensé par l'autorité organisatrice, Île-de-France Mobilités, présidée depuis 2005 par le président du conseil régional d'Île-de-France et composé d'élus locaux. Elle définit les conditions générales d'exploitation ainsi que la durée et la fréquence des services. L'équilibre financier du fonctionnement est assuré par une dotation globale annuelle aux transporteurs de la région grâce au versement mobilité payé par les entreprises et aux contributions des collectivités publiques.

## Mouvements sociaux
En 2024 un préavis de grève a été déposé pour la période du 23 octobre 2024 jusqu'au 31 mai 2025.
Cette grève générale a été mise en place par les chauffeurs du réseau de bus Cergy-Pontoise Confluence depuis le 7 novembre 2024 impactant toute l'agglomération de Cergy-Pontoise ainsi que les villes voisines. Les grévistes revendiqueraient des meilleurs conditions de travail qui se sont dégradés depuis la fin de la reprise de la Stivo par le nouveau gérant,.
Mi-décembre 2024, le trafic reprend peu-à-peu sur les lignes 1201, 1202 et 1227 et plus de lignes début février 2025. Cependant en février le trafic n'a toujours pas repris normalement, de nombreux retard sont constatés sur les lignes ainsi que des bus supprimés.
En février 2025, une campagne de remboursement est annoncée par Île-de-France Mobilités pour les usagers possédants un abonnement mensuel Navigo, Imagine'R. Le montant de ce remboursement s'élèverait à 261,60 €,  et sera mise à disposition pour les usagers sur le site d'IDFM dès le 27 février 2025.